# 13 Comae Berenices
13 Comae Berenices, som är stjärnans Flamsteedbeteckning, eller GN Comae Berenices, är en trolig dubbelstjärna och en roterande variabel av Alfa2 Canum Venaticorum-typ (ACV) i stjärnbilden Berenikes hår. Den har en genomsnittlig skenbar magnitud på ca 5,17 och är svagt synlig för blotta ögat där ljusföroreningar ej förekommer. Baserat på parallaxmätning inom Hipparcosuppdraget på ca 12,3 mas, beräknas den befinna sig på ett avstånd på ca 260 ljusår (ca 81 parsek) från solen.

## Egenskaper
Baserat på uppmätta förändringar i stjärnans egenrörelsen är 13 Comae Berenices troligtvis en astrometrisk dubbelstjärna. Den synliga komponenten är en blå till vit stjärna i huvudserien av spektralklass A3 V. Den har en massa som är ca 2,8 gånger solens massa, en radie som är ca 3,1 gånger större än solens och utsänder ca 61 gånger mera energi än solen från dess fotosfär vid en effektiv temperatur på ca 8 800 K.
13 Comae Berenices varierar mellan visuell magnitud +5,15 och 5,18 utan fastställd periodicitet. Den är därmed den fjärde bland de ljusstarkaste stjärnorna i Comahopen, Melotte 111. Rensom (1990) listade den som en misstänkt Am-stjärna. Systemet är en källa till röntgenstrålning, som kan komma från följeslagaren.